# Kryzys to nasz pomysł
Kryzys to nasz pomysł (ang. Our Brand Is Crisis) – amerykański film fabularny z 2015 roku w reżyserii Davida Gordona Greena, wyprodukowany przez wytwórnię Warner Bros. Pictures. Główne role w filmie zagrali Sandra Bullock i Billy Bob Thornton.
Premiera filmu odbyła się 11 września 2015 podczas 40. Międzynarodowego Festiwalu Filmowego w Toronto. Miesiąc później, 30 października, obraz trafił do kin na terenie Stanów Zjednoczonych.

## Fabuła
Błyskotliwą karierę konsultantki politycznej Jane „Calamity” Bodine (Sandra Bullock) przerwała dotkliwa zawodowa porażka. Teraz dostaje ona drugą szansę za sprawą oferty mało popularnego kandydata na prezydenta Boliwii, Pedro Castilla (Joaquim de Almeida). Niebawem okazuje się, że rywal mężczyzny zaangażował do własnej kampanii konkurenta Jane. Pat Candy (Billy Bob Thornton) już kilkakrotnie zdołał ją pokonać. Bezpardonowa walka o najważniejsze stanowisko w południowoamerykańskim kraju zaczyna przypominać osobisty pojedynek dwojga doświadczonych strategów. Nie ma tu miejsca na etykę czy sentymenty, liczy się tylko wygrana. Przedstawiciele obu firm doradczych będą musieli się uporać m.in. z narastającym napięciem społecznym.

## Obsada
- Sandra Bullock jako Jane „Calamity” Bodine
- Scoot McNairy jako Richard Buckley
- Billy Bob Thornton jako Pat Candy
- Anthony Mackie jako Ben
- Ann Dowd jako Nell
- Joaquim de Almeida jako Pedro Castillo
- Zoe Kazan jako LeBlanc
- Reynaldo Pacheco jako Eduardo
- Dominic Flores jako Hugo
- Louis Arcella jako Rivera
- Octavio Gómez Berríos jako Pepe

## Odbiór

### Zysk
Film Kryzys to nasz pomysł zarobił 7 milionów dolarów w Ameryce Północnej oraz 1,6 miliona dolarów w pozostałych państwach; łącznie 8,6 miliona dolarów w stosunku do budżetu produkcyjnego 28 milionów dolarów.

### Krytyka
Film Kryzys to nasz pomysł spotkał się z mieszaną reakcją krytyków. W serwisie Rotten Tomatoes 36% ze stu sześćdziesięciu pięciu recenzji filmu jest pozytywne (średnia ocen wyniosła 5,36 na 10). Na portalu Metacritic średnia ocen z 35 recenzji wyniosła 53 punkty na 100.